# Tabarka Jazz Festival
Le Tabarka Jazz Festival (arabe : مهرجان طبرقة للجاز) est un festival annuel de jazz organisé depuis 1973 dans la ville côtière de Tabarka en Tunisie.

## Historique
L'essor touristique de Tabarka remonte aux années 1970. À cette époque, le promoteur Lotfi Belhassine, futur fondateur du Club Aquarius et d'Air Lib, crée un festival de musique en 1973. En quelques années, il devient un rendez-vous artistique de renommée internationale. Dès le début, le festival adopte un slogan : « Je ne veux pas bronzer idiot ».
Repris par les autorités locales, le festival disparaît au bout de quatre ans. Relancé en 1997 par l'association de promoteurs touristiques locaux, par l'Office national du tourisme tunisien et par le producteur de concerts Mourad Mathari, il devient le Tabarka Jazz Festival que l'on connaît.
Il est annulé en 2008 à la dernière minute et remplacé l'année suivante par le Festival international de Tabarka qui laisse une place d'importance au jazz. Après deux nouvelles années d'absence, le festival est prévu pour se tenir du 1er au 15 juillet 2012, à l'initiative de l'association à but non lucratif ARCADE, avant d'être annulé en raison de complications administratives et d'absence de soutien des autorités.

## Emplacement

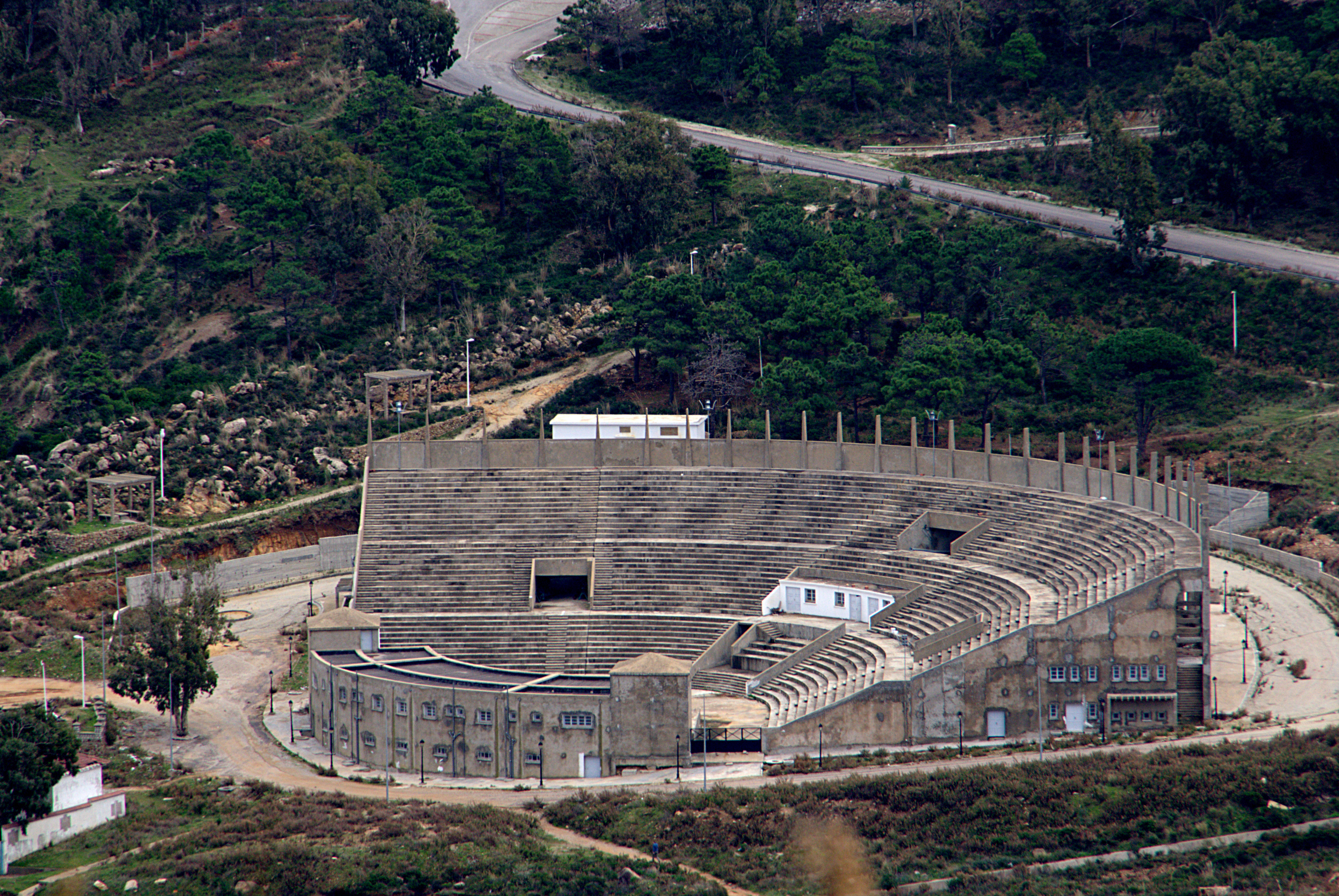
Théâtre de Tabarka en 2014.

Le Tabarka Jazz Festival se déroule à la basilique de Tabarka.

## Artistes
De nombreux artistes célèbres ont participé à ce festival tels qu'Al Jarreau, Billy Paul, Barbara Hendricks, Kool and the Gang, Lucky Peterson, Bernard Allison, Diana Krall, Jacques Higelin, Miles Davis, Manu Dibango, Léo Ferré, Dizzy Gillespie, Keith Jarrett, Michel Jonasz, Miriam Makeba, Charles Mingus, Claude Nougaro, Ahmad Jamal, The Temptations, Cesária Évora, Al Di Meola ou encore Dee Dee Bridgewater.